# Hornfiskrøn
Hornfiskrøn är en ö i Danmark.   Den ligger i Region Nordjylland, söder om ön Läsö (Læsø) i den norra delen av landet, 190 km nordväst om Köpenhamn. Arean är 2,9 kvadratkilometer.
Öns högsta punkt är 3,5 meter över havet.